# زاحفة كينيا
زاحفة كينيا (الاسم العلمي:†Kenyasaurus) هي جنس منقرض من الزواحف يتبع ثنائيات الأقواس الحديثة القاعدية، وربما من التنغاصورات، وعاشت في فترة الثلاثي المبكر في مقاطعة الساحل جنوب شرق كينيا. تحتوي على نوع واحد زاحفة كينيا المارياكانية (Kenyasaurus mariakaniensis).